# Olympische Reiterspiele 1956/Teilnehmer (Ägypten)
| Gelbes Symbol für Goldmedaillen mit stilisierten Olympischen Ringen | Graues Symbol für Silbermedaillen mit stilisierten Olympischen Ringen | Braundes Symbol für Bronzemedaillen mit stilisierten Olympischen Ringen |
| ------------------------------------------------------------------- | --------------------------------------------------------------------- | ----------------------------------------------------------------------- |
| —                                                                   | —                                                                     | —                                                                       |

Ägypten nahm an den Reitspielen im schwedischen Stockholm mit einer Delegation von drei Sportlern an zwei Wettbewerben in einer Sportart teil.
Seit 1912 war es die achte Teilnahme Ägyptens an Olympischen Sommerspielen.

## Teilnehmer nach Sportarten

### Reiten
Springreiten Mannschaft
- Ergebnisse
Finale: Wettkampf nicht beendet (DNF)
Runde eins: 124,50 Fehlerpunkte, Rang zwölf
Runde zwei: Runde nicht beendet (DNF)
- Mannschaft
Gamal El-Din Haress
Omar El-Hadary
Mohamed Selim Zaki

Einzel
- Gamal El-Din Haress
  - Springreiten

Finale: 40,00 Fehlerpunkte, Rang 21
Runde eins: 20,00 Fehlerpunkte, Rang 20
Runde zwei: 20,00 Fehlerpunkte, Rang 21

- Omar El-Hadary
  - Springreiten

Finale: Wettkampf nicht beendet (DNF)
Runde eins: 88,50 Fehlerpunkte, Rang 48
Runde zwei: Runde nicht beendet (DNF)

- Mohamed Selim Zaki
  - Springreiten

Finale: 20,00 Fehlerpunkte, Rang neun
Runde eins: 16,00 Fehlerpunkte, Rang zwölf
Runde zwei: 4,00 Fehlerpunkte, Rang fünf